# Поцелуй (фильм, 1929)
«Поцелуй» (англ. The Kiss) — немой черно-белый фильм 1929 года. Последняя немая картина Греты Гарбо и киностудии MGM.

## Сюжет
Ирен живёт в несчастливом браке с пожилым дельцом Чарльзом Гуарри. Однажды она знакомится с красивым молодым адвокатом Андре Дюбайлом и влюбляется в него, но не торопится с разводом, страшась гнева мужа. Чтобы усыпить его подозрения, Ирен и Андре договариваются на какое-то время прекратить встречи. Ирен уезжает в Париж, где проводит много времени с Пьером Лассалем, юным сыном лионского финансиста, который по-мальчишески влюблен в неё.
Тем временем Чарльз нанимает детектива для слежки за Ирен, и тот рассказывает ему о дружбе жены с двадцатилетним юношей. Перед отъездом в колледж Пьер просит Ирен подарить ему прощальный поцелуй, и она соглашается. Во время этого невинного поцелуя их застает неожиданно приехавший Чарльз и набрасывается на Пьера.
Мужчины начинают драться. Чарльза убивают из пистолета, но зрителю не показывают, кто именно застрелил его — Ирен или Пьер. Когда приезжает полиция, Ирен дает показания, но умалчивает о присутствии Пьера. Таким образом она становится главной подозреваемой в убийстве.
Андре защищает Ирен на суде, и в итоге присяжные оправдывают женщину. Смерть её мужа расценивается как самоубийство по причине финансовых неурядиц. Воссоединившись с Андре, Ирен признается любимому, что именно она убила мужа, чтобы он не причинил вреда её юному воздыхателю.

## В ролях
- Грета Гарбо — Ирен Гуарри
- Конрад Найджел — Андре Дюбайл
- Андерс Рэндольф — Чарльз Гуарри
- Лью Айрес — Пьер Лассаль